# 埼玉県立安行武南自然公園

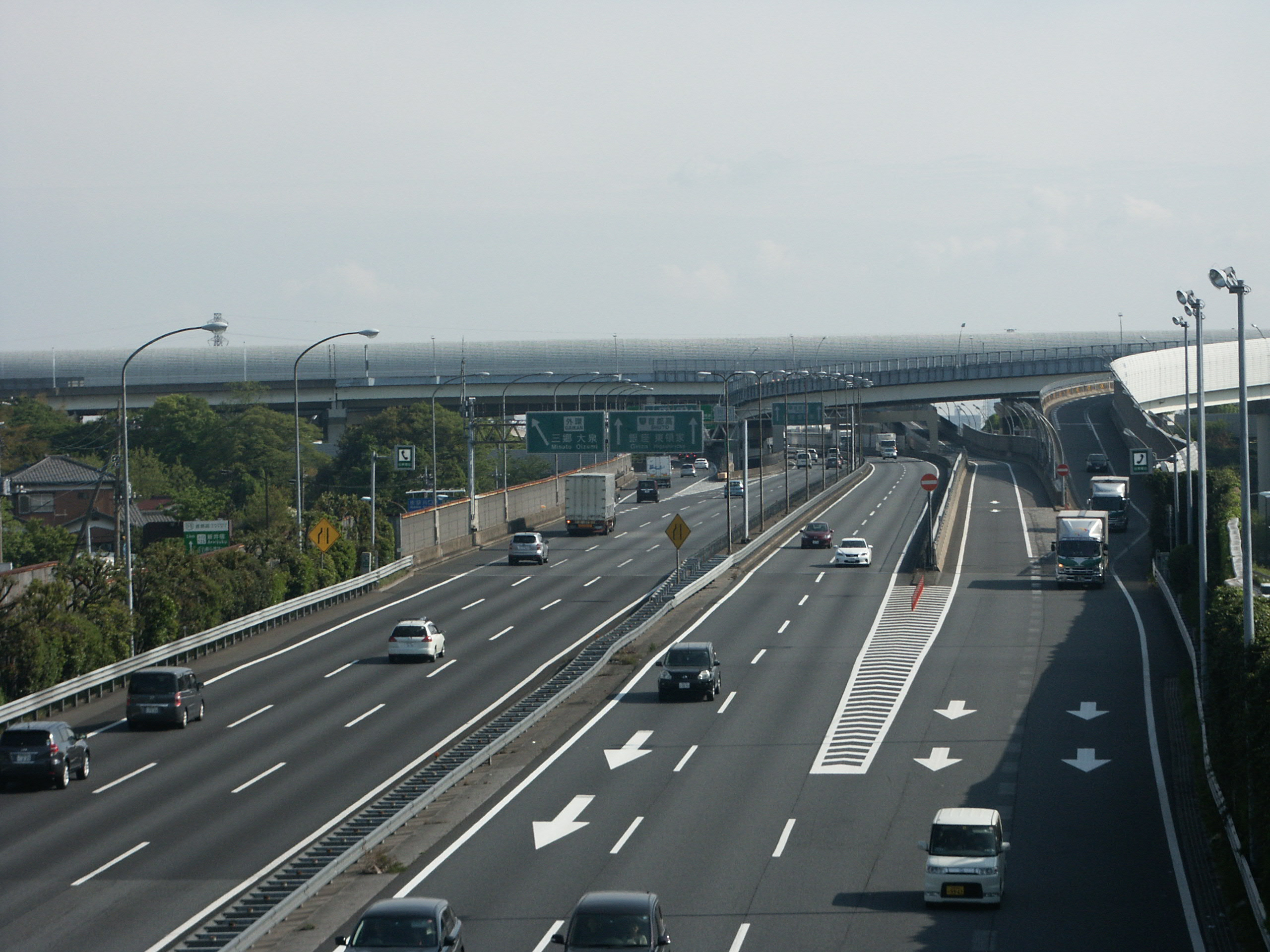
指定域中央にある川口JCT

埼玉県立安行武南自然公園（さいたまけんりつ あんぎょうぶなんしぜんこうえん）は、埼玉県さいたま市・川口市にある県立自然公園。

## 概要
さいたま市東部の浦和美園周辺と川口市東部の安行地区の2か所に分かれて指定されている自然公園。面積は1,159.0 ha（2019年現在）。ほぼ全域が大宮台地（鳩ヶ谷支台）に位置している。
他の県内自然公園とは異なって都市部にあり、急速に宅地化が進んでいるため市街地面積の方が広い。指定当時は苗木の産地として安行が著名であったことや鉄道がなく、交通の便が悪かったため、宅地化は抑えられていたが、2000年には埼玉高速鉄道が開通したほか、東京外環自動車道、首都高速川口線など道路網の整備により取り巻く環境が激変した。自然を保護する目的から川口パーキングエリア周辺には2019年にハイウェイオアシスとして赤山歴史自然公園が整備されている。
都市化の進展に伴い1994年（平成6年）9月16日には、川口市大字戸塚、及び東川口一丁目、戸塚一丁目・四丁目、北原台一丁目・二丁目・三丁目、差間三丁目の全域、並びに大字東内野、大字源左衛門新田、大字石神、大字西立野、大字長蔵新田、大字差間、大字行衛、大字安行西立野、大字安行慈林、大字安行吉岡、大字新井宿、大字赤山、及び戸塚二丁目・三丁目・五丁目、差間一丁目・二丁目の各一部、並びに浦和市大字中野田、大字南部領辻、大字下野田、大字大門、大字間宮、及び東大門一丁目・二丁目の各一部、並びに鳩ヶ谷市桜町二丁目・三丁目の各一部の約776 haが指定域から削除された。

## 沿革
- 1960年（昭和35年）11月4日 - 自然公園指定[1]。
- 1994年（平成6年）9月16日 - 指定域の区域変更を実施（詳細は上述）。

## 区域
- 埼玉県立安行武南自然公園区域図[リンク切れ]（2016年4月11日時点のアーカイブ）を参照。

## 域内にある施設
- 川口ジャンクション
- 国道463号
- 川口パーキングエリア
- 赤山歴史自然公園（愛称イイナパーク川口）
- 赤山城
- 源長寺
- 川口市立グリーンセンター
- 埼玉県花と緑の振興センター
- 江川運動公園
- 峯ヶ岡八幡神社
- 新郷貝塚
- 西福寺
- 密蔵院
- 興禅院
- 金剛寺

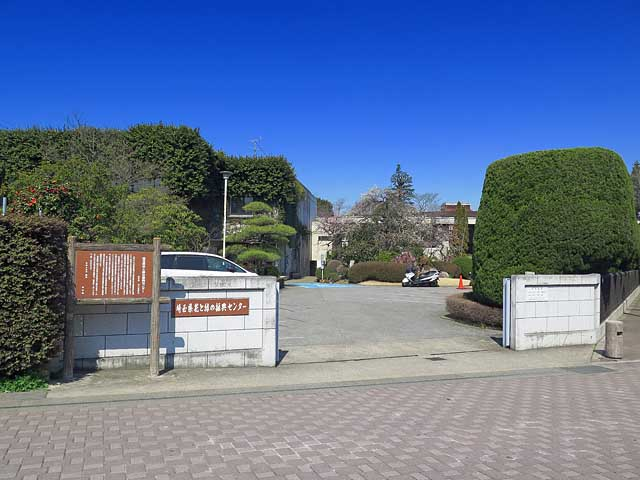
埼玉県花と緑の振興センター

- 赤堀用水斜面林保全緑地（ふるさとの森イチリン草自生地）
- 安行原の蛇造り
- 大崎公園
- 金崎斜面林保全緑地
- 木曽呂の富士塚
- 見沼通船堀
- 見沼田圃周辺斜面林龍の森（緑のトラスト保全第1号地）
- さぎ山記念公園
- 総持院